# Quico el Célio, el Noi i el Mut de Ferreries
Quico el Célio, el Noi i el Mut de Ferreries és un grup de música de les Terres de l'Ebre, creat l'any 1992. Malgrat que és conegut pel nom dels seus tres primers components, Quico el Célio (Arturo Gaya), el Noi (Quique Pedret), el Mut de Ferreries (Jordi Fusté), actualment el grup l'integren 3 membres més: Jaume Matamoros (Josep Lanau), lo sinyor Bertomeu (Sergi Molina) i Vicent Ferrer (Quique Pellicer).
Aquest singular grup tortosí ha fet una gran varietat d'espectacles i concerts al llarg de la seua trajectòria musical, de gran èxit per tot arreu gràcies a l'alta comicitat de la interpretació de les seues obres, combinada amb un alt compromís social i d'estima a la terra.
Guardonats pel Consell Nacional de la Cultura i de les Arts amb el Premi Nacional de Cultura, l'any 2015, «per la seva tasca de recuperació i difusió del patrimoni musical popular i tradicional de la Catalunya sud, i com a representants d'una realitat dinàmica, inquieta i compromesa amb el territori».

## Discografia
- Es cantava i es canta. Tram, 1994.
- Si no fos. Tram, 1996.
- Quico el Célio, el Noi i el Mut de Ferreries (llibre i CD). Columna-Tresmall, 1998.
- Mira bé el que et dic! GMI Discmedi, 1999.
- Vinguen quan vulguen! Discmedi-Blau, 2001.
- Lo Misteri de Nadal. Discmedi-Blau, 2002.
- No es pot viure! Discmedi, 2004.
- Oco! Discmedi, 2008.
- La batalla de la memòria. Banda sonora original de la pel·lícula. Discmedi, 2009.
- La Taverna di Enrico. CD+DVD. Discmedi 2011.
- La Barraca. Quico el Célio, el Noi i el Mut de Ferreries + Pep Gimeno 'Botifarra'. Discmedi, 2011.
- 20 anys. Discmedi, 2013.[4]
- No tinc diners. Discmedi 2017.
- Viatge a Buda. Discmedi. Barcelona 2019
- Ilercavònia. Discmedi. Barcelona 2023
- Lo concert dels 10 anys. Palau de la Música Catalana. Discmedi. Barcelona 2023
- Al calaix. Discmedi. Barcelona 2023

## Premis
- Tortosí de l'Any 1994. Grup local de premsa i ràdio.[cal citació]
- Premi de música del programa Al pas de la tarda (1995). RNE Catalunya.[7]
- Premi Cerverí 1997 a la cançó Fandango dels adéus. Fundació Prudenci Bertrana-CCRTV.[8]
- Tortosins 97. Premi per votació popular. La Veu del Baix Ebre.
- Premi Altaveu 1999 a la millor trajectòria musical.[9]
- Premi Enderrock 1998 al millor grup de folk de l'any.[10]
- Premi Altaveu 1999 a la millor trajectòria musical.[cal citació]
- Millor grup de folk 1999 i 2000. Mercat de Música Viva de Vic.[cal citació]
- Premi Ajuntament de Roquetes 2000 per la trajectòria professional.[cal citació]
- Premi Jaume I a la Franja. Fraga 2000.[cal citació]
- Premi Enderrock 2002 al millor disc de folk / noves músiques (Vinguen quan vulguen).[10]
- Premi Enderrock 2004 al millor artista de folk / noves músiques.[10]
- Premi Enderrock 2004 a la millor cançó de folk / noves músiques (Pregunteu-li a l'olivera).[10]
- Premi Enderrock 2009 al millor artista de folk / noves músiques.[10]
- Premi Enderrock 2009 al millor disc de folk / noves músiques (Oco!).[10]
- Premi Enderrock 2009 a la millor cançó de folk / noves músiques (Oco!).[10]
- Premi Enderrock 2012 al millor artista de folk / noves músiques.[10]
- Premi Enderrock 2012 al millor disc de folk / noves músiques (La Barraca).[10]
- Premi Enderrock 2012 a la millor cançó de folk / noves músiques (Havanera de canyes i fang).[10]
- Premi Joan Amades 2013 per la trajectòria artística i de recuperació de la Cultura Popular.[11]
- Premi Enderrock 2014 a la millor cançó de folk / noves músiques (Sóc d'allà baix).[10]
- Premi Nacional de Cultura 2015.[12] Govern de la Generalitat de Catalunya.
- Premi Enderrock 2018 a la millor cançó de folk / noves músiques (No tinc diners).[10]